# Região Metropolitana do Reno-Ruhr

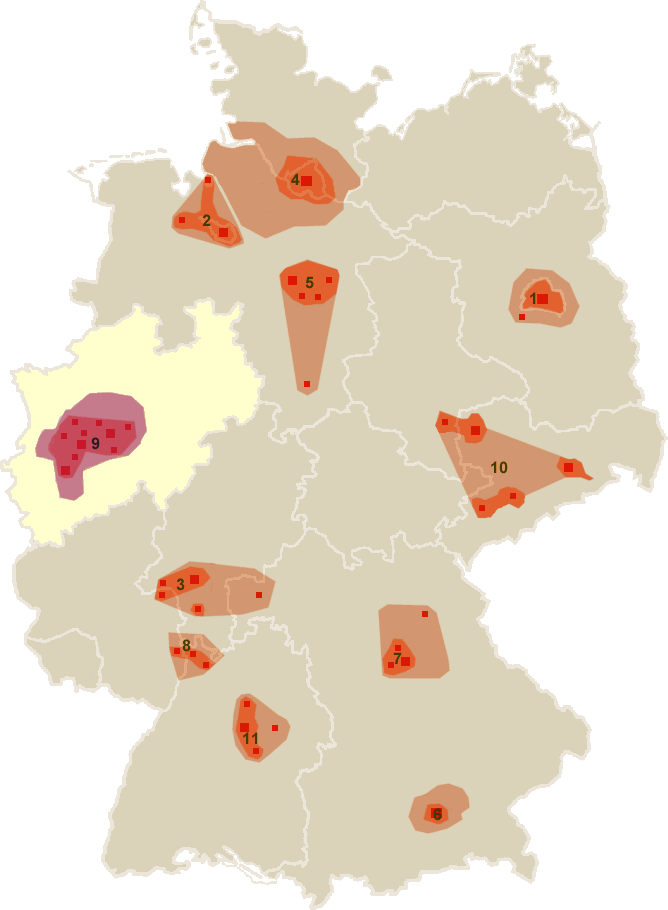
Megalópole renana (região n°9) na Alemanha

A Região Metropolitana do Reno-Ruhr (Metropolregion Rhein-Ruhr) é uma das onze regiões metropolitanas da Alemanha localizada junto ao vale do rio Reno, estabelecida formalmente pela Conferência Ministerial de Ordenamento do Território (Ministerkonferenz für Raumordnung, MKRO) em 1995.
Com população de aproximadamente 10 milhões de habitantes, abrange as seguintes cidades e metrópoles:
- Bochum
- Bonn
- Bottrop
- Dortmund
- Duisburg
- Düsseldorf
- Essen
- Gelsenkirchen
- Hagen
- Hamm
- Herne
- Colônia
- Krefeld
- Leverkusen
- Mönchengladbach
- Mülheim an der Ruhr
- Oberhausen
- Remscheid
- Solingen
- Wuppertal